# Die Leiche der Anna Fritz
Die Leiche der Anna Fritz ist ein spanischer Thriller aus dem Jahr 2015. Der Film zeigt die folgenreiche nekrophile Begegnung junger Männer mit einer attraktiven Schauspielerin.

## Handlung
Pau arbeitet als Pfleger im Krankenhaus. Eines Tages wird die Leiche der überraschend verstorbenen Schauspielerin Anna Fritz eingeliefert. Pau fotografiert das Gesicht der attraktiven, jungen Frau und schickt das Foto an seinen Freund Ivan. Daraufhin kommt Ivan am späten Abend mit dem weiteren Freund Javi ins Krankenhaus, um Annas nackten Körper zu sehen. Pau hat Angst um seinen Job, bringt die Freunde aber in die Leichenhalle. Javi geht nur widerwillig mit.
Ivan betrachtet fasziniert Annas Körper und fasst ihr an die nackte Brust. Schnell gehen seine Gedanken einen Schritt weiter und er überlegt, ob man Sex mit einer Leiche haben kann. Pau erklärt, dass man Spucke für die Lubrikation brauche. Auf die Frage, woher er das wisse, antwortet er, dass er mal die Leiche eines 17- oder 18-jährigen Mädchens vergewaltigt habe. Ivan hat daraufhin Sex mit Annas Leiche, während Pau und Javi ihn von einer Abstellkammer aus beobachten. Ivan überredet Pau anschließend ebenfalls zur Nekrophilie. Während Pau Anna penetriert, öffnet sie plötzlich die Augen. Sie kann sich nicht bewegen, aber blickt Pau erschrocken an. Als Pau bemerkt, dass Anna noch lebt, springt er schreiend von der Bahre.
In Panik überlegen die Männer, was sie nun tun sollen. Wenn sie melden, dass Anna noch lebt, drohen ihnen harte Strafe wegen Vergewaltigung. Schließlich war es definitiv kein einvernehmlicher Sex. Die einzige Alternative ist, die sowieso totgeglaubte Schauspielerin zu ermorden, um das Verbrechen zu vertuschen. Ivan und Pau haben Angst, ihre eigene Zukunft zu zerstören, und entscheiden sich für den Mord. Javi möchte Anna lieber retten und gibt ihr ein Glas Wasser. Im Streit schlägt Ivan Javi nieder und fügt ihm eine schwere Wunde am Kopf zu. Ivan und Pau legen den Freund in die Abstellkammer und schieben auch die Bahre mit Anna dort hinein. Vor der Tür streiten sie wieder. Ivan will Anna töten, da sie niemals schweigen würde. Er überzeugt Pau auch, dass dieser wegen Beihilfe zum Mord an Javi angeklagt würde.
Zunächst überlegen Ivan und Pau, Javi irgendwo im Krankenhaus abzulegen und es als Unfall darzustellen. Doch die Tür der Leichenhalle ist verschlossen. Pau ruft einen Kollegen und tut so, als würde er Feierabend machen. Als er in die Leichenhalle zurückkehrt, sitzt Ivan in der Abstellkammer neben Javis Leiche. Während die beiden Männer darüber reden, wie sie die Leiche loswerden, rutscht Anna von der Bahre und ruft mit Javis Handy heimlich ihren Vater an. Ivan und Pau geraten noch mehr in Panik und schieben Anna auf der Bahre aus dem Raum. Doch dann klingelt das Handy wieder und es wird klar, dass der Vater den Anruf verpasst hat.
Ivan holt eine Mülltonne für Javis Leiche. Pau fesselt Anna. Sie behauptet, dass Ivan Javi erwürgt habe. Während er das Blut in der Kammer wegwischt, löst sie die Fesseln an den Füßen. Sie kriecht aus dem Raum und versteckt sich im Heizungskeller. Ivan findet Anna danach im Aufzug. Die Männer ersticken die junge Frau mit Tüchern, um keine Spuren des Mordes zu hinterlassen. Während Ivan Javis Leiche am Straßenrand entsorgt, wäscht Pau Annas Körper. Als er zu ihr sagt, dass sie sich totstellen soll, wird klar, dass Pau den Mord durch Ersticken nur vorgetäuscht hat. Ivan glaubt, dass Anna tot ist, und die beiden Männer verlassen die Leichenhalle.
Am Aufzug fällt Ivan ein, dass er seine Kreditkarte vergessen hat. Pau versucht ihn abzulenken und sagt, er könne die Karte morgen mitnehmen. Doch Ivan geht zurück zur Leichenhalle. Dort sieht er Anna in Krankenhaus-Kleidung stehen. Ivan würgt Pau und wirft ihm vor, dass er die ganze Schuld auf ihn schieben wollte. Dann sticht Anna Ivan mit einer Schere in den Hals und tötet ihn. Pau versucht zu erklären, dass er mit Ivan eigentlich schon weg war. Aber Anna ersticht auch ihn.

## Rezeption
Die Rezensionen für Die Leiche der Anna Fritz fallen gemischt aus. Die Kritik von cinema.de beschreibt es als „fiesen Thriller aus Spanien, der Leichenhausgrusel und Survivalthriller vermengt“. Trotz des nicht so originellen Showdowns sei er „schmerzhaft konsequent“. Jacko Kunze kommt bei moviebreak.de zu einem relativ positiven Fazit: „Bewährte Ideen verpackt in eine recht gut gemachten Thriller-Quickie aus Spanien, der die Originalität nicht gerade erfunden hat und gerne auch etwas mehr ins Detail gehen dürfte [...]. Gemessen an den Rahmenbedingungen und mit realistischen Erwartungshaltungen eine solide Nummer.“
Johannes Limbrunner lobt bei filmtipps.at vor allem Ribas, weil der Film „enorm von dem genialen Spiel seiner Hauptdarstellerin profitiert. Alba Ribas macht das Leiden [...] förmlich spürbar und unterstützt von einer stimmungsvollen Lichtregie und der ökonomischen und spannenden Inszenierung wird daraus ein packender Thriller um den Überlebenskampf einer Todgeweihten.“ Die anderen Figuren kommen nicht so gut an. So schreibt Volker Schönenberger bei Die Nacht der lebenden Texte: „Da sich das Ganze hauptsächlich in erwähnter Leichenhalle abspielt, können sich die Zuschauer ganz von der kalten Kammerspiel-Atmosphäre in den Bann ziehen lassen. Ein Minus stellt die etwas schablonenhaft konstruierte Figurenkonstellation dar, weil speziell Ivan und Javi recht eindimensional gezeichnet sind.“
Negativ fällt die Rezension von Marie Anderson bei kino-zeit.de aus: „In dieser Konzentration auf eine umgebungsarme Handlung und die Darstellung der reduktionistisch wirkenden Konfliktsituation verbleibt [der Film] im Bereich eines skandalösen Videos, das tabuisierte Territorien im Lichte einer derben Pietätlosigkeit anreißt [...]. Auch die drastische Schlusssequenz mildert den einfallslosen Sexismus nicht, der sich plakativ durch die Dialoge und Haltungen der plumpen Protagonisten zieht [...].“ Ähnlich argumentiert der Filmdienst: „Auf engem Raum inszenierter Thriller mit drastischen Gewaltszenen, dessen gewollte Tabubrüche plump und vorhersehbar ausfallen. Ärgerlich vor allem auch durch seinen ungebrochen dargebotenen Sexismus.“ Rudi Specht betont bei Splatting Image die Wirkung auf den Zuschauer: „Könnten wir tatsächlich der Versuchung widerstehen, wenn wir an Paus Stelle wären, die [...] Leinwandgöttin [...] nicht zumindest zu berühren, vielleicht die Lippen zu küssen, die wir aus übermenschlich großen Aufnahmen kennen [...]?“
In der Internet Movie Database wird der Film mit 5,9 von 10 Punkten bewertet, bei fast 6.800 abgegebenen Bewertungen.